# واوا (ببوشنیکا)
واوا (بابوشنیتسا) (به لاتین: Vava (Babušnica)}} یک منطقهٔ مسکونی در صربستان است که در Babušnica واقع شده‌است.

## خصوصیات
واوا ۲۶۶ نفر جمعیت دارد.